# دائرة (تقسيم إداري)
الدائرة (بالفرنسية: Arrondissement)‏ هو مصطلح من أصل فرنسي يشير إلى أنواع مختلفة من التقسيمات الإدارية، ويوجد مثلا في فرنسا وهولندا وبعض البلدان الواقعة تحت تأثير المد الفرنكوفوني، كالمغرب مثلا.

## فرنسا
تنقسم أقاليم فرنسا البالغ عددها 101 إلى 342 دائرة إدارية (بالفرنسية: Arrondissements)‏

## المغرب

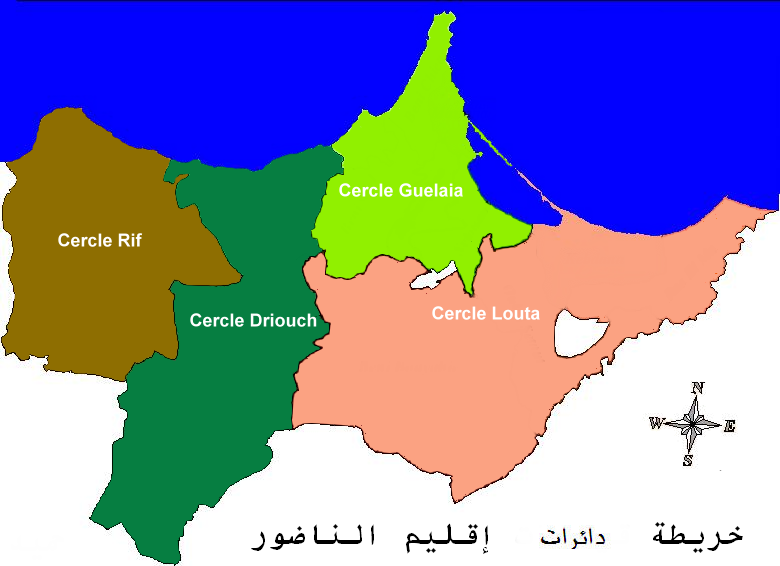
مثال: خريطة لدوائر إقليم الناظور

الدائرة في التقسيم الإداري في المغرب (بالفرنسية في المغرب: Cercle) هي أحد مستويات التقسيم التي تتواجد بين مستوى الإقليم أو العمالة ومستوى القيادة، وهي وحدات إدارية مرتبطة بالإدارة المركزية. هناك نوعان من الدوائر: دوائر قروية ودوائر حضرية.
ولقد حددت قائمة الدوائر بمرسوم رقم 2.98.953 بتاريخ 31 دجنبر 1998 بتحديد قائمة الدوائر والقيادات والجماعات الحضرية والقروية بالمغرب وعدد الأعضاء الواجب انتخابهم في مجلس كل جماعة.
يتولى رئيس الدائرة، تحت سلطة العامل، تدبير وإدارة الدائرة حيث يستمد هذه الاختصاصات من عدة مصادر قانونية، منها بشكل خاص الظهير الشريف رقم 1.63.038 بتاريخ فاتح مارس 1963 بشأن النظام الخصوصي للمتصرفين بوزارة الداخلية (7).

## هولندا
في هولندا الدائرة: Arrondissement هي سلطة قضائية تضم عددا من البلديات.

## الجزائر
الدائرة في التقسيم الإداري الجزائري هي المستوى الثاني في التقسيم بعد الولاية.